# Krivača (okręg jablanicki)
Krivača (cyr. Кривача) – wieś w Serbii, w okręgu jablanickim, w gminie Lebane. W 2011 roku liczyła 671 mieszkańców.